# Pseudognaptodon murupe
Pseudognaptodon murupe är en stekelart som beskrevs av Braga och Penteado-dias 2002. Pseudognaptodon murupe ingår i släktet Pseudognaptodon och familjen bracksteklar. Inga underarter finns listade i Catalogue of Life.